# Aeropuerto de Severo-Evensk
El Aeropuerto de Severo-Evensk (en ruso: Аэропорт Северо-Эвенск; ICAO: UHMW; IATA: ), se encuentra en Evensk, en el óblast de Magadán, Rusia.
Se trata de un pequeño aeropuerto regional con tráfico regular con Magadán.
El espacio aéreo está controlado desde el FIR de Chaybuja (ICAO: UHMG).

## Pista
El aeropuerto de Severo-Evensk dispone de una pista de asfalto en dirección 03/21 de 1600x50 m. (5249x164 pies). La plataforma es de hormigón.
Es adecuado para ser utilizado por los siguientes tipos de aeronaves : Antonov An-24, Antonov An-26, Antonov An-74 y sus modificaciones, así como otros tipos de aeronaves de clases de clases menores y todo tipo de helicópteros.

## Aerolíneas y destinos
| Nombre compañía | Destinos |
| --------------- | -------- |
| YakutAir        | Magadán  |